# Öster-Långtjärnen (Åre socken, Jämtland)
Öster-Långtjärnen är en sjö i Åre kommun i Jämtland och ingår i Indalsälvens huvudavrinningsområde. Sjöns area är 0,047 kvadratkilometer och den befinner sig 740 meter över havet.